# Wii Media Center X
Wii Media Center X är en mjukvara utvecklad av Red Kawa som gör det möjligt att strömma vissa typer av bilder, ljud och filmer från en dator till en Nintendo Wii-konsol. Mjukvara finns till de flesta vanligt förekommande operativsystem inklusive Mac OS och Linux.